# Militärzug

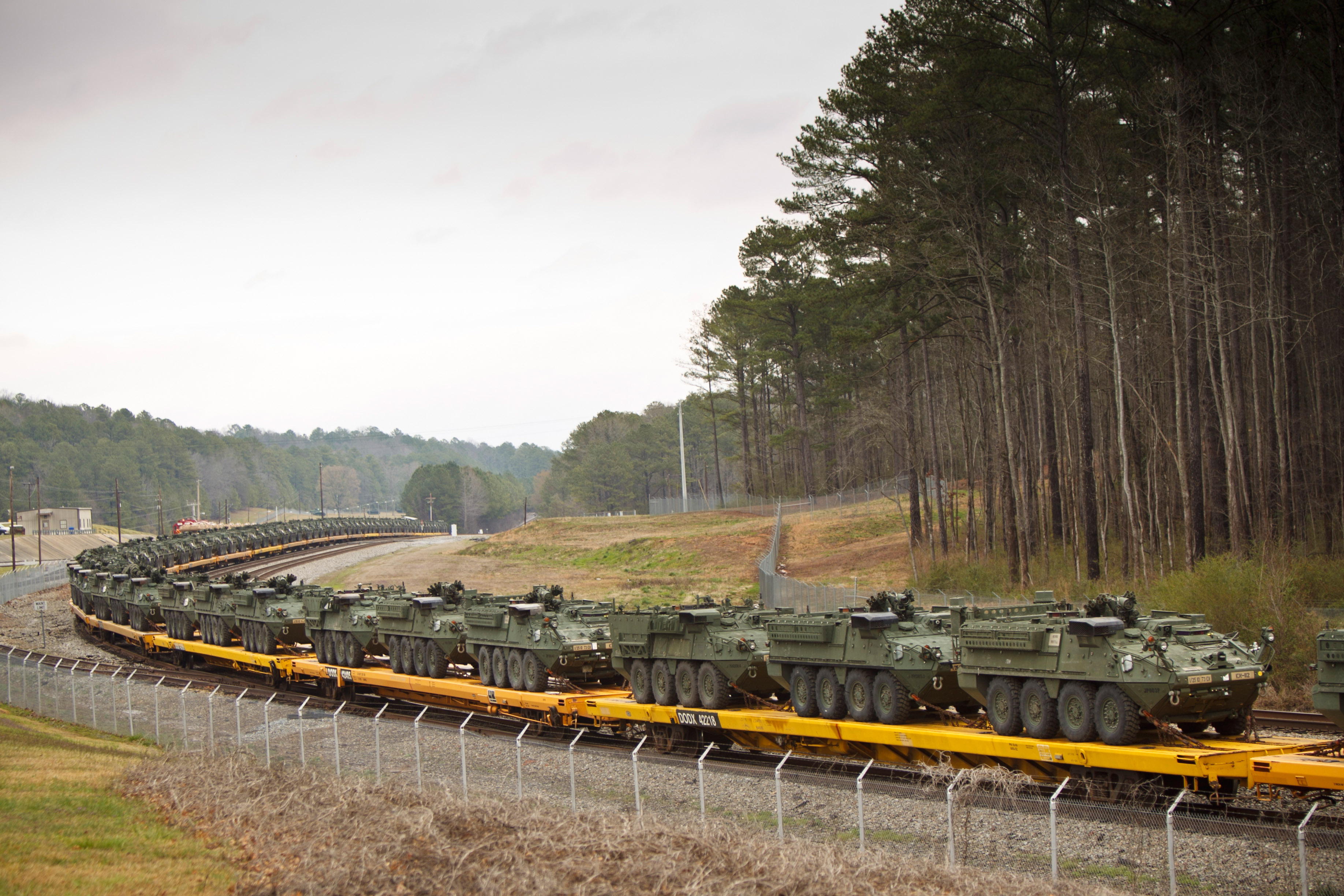
Militärzug in den USA

Ein Militärzug ist ein Sonderzug zur Beförderung von Militärangehörigen und/oder Militärgütern. Militärzüge sind ein wichtiger Bestandteil der militärischen Logistik vieler Länder und kommen sowohl in Friedens- als auch in Krisenzeiten zum Einsatz.
Militärzüge werden für verschiedene Zwecke eingesetzt, darunter:
- Truppentransporte: Der Transport von Militärangehörigen zu Übungen, Einsatzorten oder zwischen Kasernen.
- Material- und Ausrüstungslogistik: Der sichere Transport von Fahrzeugen (z. B. Panzern), Waffen, Munition und Versorgungsgütern.
- Evakuierungen: In besonderen Situationen, etwa während eines Konflikts, können Militärzüge auch für die Evakuierung von Personal genutzt werden.

Neben den eigentlichen Militärzügen im engeren Sinne, die in der Regel als Sonderzüge gelten, können Militärtransporte auch mit Zügen des öffentlichen Verkehrs durchgeführt werden. Je nach Art des zu transportierenden Militärgutes, z. B. Panzer, kann es sich um außergewöhnliche Sendungen handeln, die z. B. Lademaßüberschreitungen aufweisen. In diesem Fall müssen für den Militärzug betriebliche Maßnahmen, wie die Sperrung von Gegengleisen, getroffen werden.
Militärzüge spielten seit Mitte des 19. Jahrhunderts bis zum Ende des Zweiten Weltkriegs eine entscheidende Rolle für die Militärlogistik. Sie ermöglichten die schnelle Verlegung von Truppen und Material an die Front und wurden oft in großer Anzahl eingesetzt. Insbesondere in Ländern wie Deutschland, Russland und den USA, die über ausgedehnte Eisenbahnnetze verfügen, waren sie ein strategischer Vorteil. Auch in der Gegenwart sind Militärzüge in vielen Ländern ein zentraler Bestandteil der militärischen Logistik, insbesondere bei der Verlegung größerer Fahrzeug- und Materialmengen oder zur Treibstoffversorgung von Fliegerhorsten. Sie werden bei Übungen, Manövern oder zum Teil auch im Rahmen internationaler Militäreinsätze genutzt.
Die Durchführung von internationalen Militärzügen können durch Interoperabilitätsprobleme erschwert werden.
Militärzüge können von Eisenbahntruppen und/oder privaten und staatlichen Bahngesellschaften betrieben werden. Sie können sowohl auf öffentlichen Eisenbahnstrecken als auch speziellen Militär- oder strategischen Bahnen verkehren.
Besondere Formen des Militärzugs sind Lazarettzüge und Panzerzüge.

## Deutschland
In Deutschland ist das Verhältnis zwischen den Eisenbahnen und den Streitkräften in der Verordnung über Verkehrsleistungen der Eisenbahnen für die Streitkräfte (StrKrVerkLeistV) auf Basis des Verkehrssicherstellungsgesetzes geregelt. Danach erbringen die öffentlichen Eisenbahnen im Regelfall Verkehrsleistungen für die Streitkräfte im Rahmen ihres Leistungsangebotes. Im Spannungs- oder Verteidigungsfall oder zur Erhöhung der Einsatzbereitschaft können die Streitkräfte von den öffentlichen Eisenbahnen Verkehrsleistungen bis zur Grenze ihrer Leistungsfähigkeit anfordern. Die Streitkräfte können auch einen absoluten Vorrang der Militärzüge vor anderen Zügen fordern.